# Coussac-Bonneval
 Coussac-Bonneval  (en occitano Coçac) es una población y comuna francesa, situada en la región de Lemosín, departamento de Alto Vienne, en el distrito de Limoges y cantón de Saint-Yrieix-la-Perche.

## Demografía
| 2155 | 2008 | 1723 | 1605 | 1447 | 1379 | 1356 |
| Para los censos de 1962 a 1999 la población legal corresponde a la población sin duplicidades (Fuente: INSEE [Consultar]) |      |      |      |      |      |      |